# 新华广场站
新华广场站（蒙古语：ᠰᠢᠨᠬᠤᠸᠠ 
ᠲᠠᠯᠠᠪᠠᠢ）是呼和浩特地铁1号线与2号线的地铁车站，是一个换乘站，位于中华人民共和国内蒙古自治区呼和浩特市回民区与新城区交界新华大街与锡林郭勒北路交叉口。1号线车站于2019年12月29日開通运营，2号线车站于2020年10月1日開通运营。本站为呼和浩特地铁第一个换乘车站，亦是呼和浩特地铁现时唯一的换乘车站。

## 车站结构
新华广场站位于新华大街与锡林郭勒北路交叉口，1号线车站沿新华大街呈东西向布置，长523.1米，标准段宽24.7米，为地下二层岛式车站。2号线车站沿锡林郭勒北路呈南北向布置，长313.5米，为地下三层岛式车站，两线采用T型节点换乘，换乘节点连接1号线站台中部与2号线站台北侧。
1号线在车站西侧设有停车避让线和列车折返线，2号线在车站南侧设有单渡线，同时，该站西南侧有1号线与2号线单线联络线，连接1号线上行正线与2号线下行正线。
|                   |  | █ 1号线往伊利健康谷（附属医院）   |
| 島式 · 開左邊车门 |  |                                   |
|                   |  | █ 1号线往坝堰（机场）（人民会堂） |

|                   |  | █ 2号线往塔利东路（呼和浩特站） |
| 島式 · 開左邊车门 |  |                                 |
|                   |  | █ 2号线往阿尔山路（中山路）     |

## 车站出口
新华广场站目前开放6个出口，各出口及周围设施如下所示：
| 出口编号                | 照片                                              | 地点                                   | 可到达目的地                         |
| ----------------------- | ------------------------------------------------- | -------------------------------------- | ------------------------------------ |
| A · 1 · 出口            |                                                   | 新华大街（北侧）、锡林郭勒北路（东侧） | 民族时代广场、中国铁路呼和浩特局集团 |
| B · 出口                |                                                   | 新华大街（南侧）、锡林郭勒北路（东侧） | 内蒙古金融大厦                       |
| C · 出口                |                                                   | 新华大街（南侧）、锡林郭勒北路（东侧） |                                      |
| F · 出口                | 呼和浩特地铁，新华广场站F出口，位于新华广场东北角 | 新华大街（南侧）、锡林郭勒北路（西侧） | 新华广场、内蒙古大厦                 |
| H · 1 · 出口            |                                                   | 新华大街（北侧）、锡林郭勒北路（西侧） | 内蒙古电视台新闻中心                 |
| H · 2 · 出口 · （设有） |                                                   | 新华大街（北侧）、锡林郭勒北路（西侧） | 内蒙古电视台新闻中心                 |
| 图例： 设有             |                                                   |                                        |                                      |

## 接驳交通

### 公交车
- 新华广场：1路、5路、18路、34路、60路、70路、71路、84路、201路、K2路、夜间1号线、夜间2号线、夜间7号线、夜间8号线、机场巴士1号线、大黑河休闲专线
- 昭君大酒店：5路、24路、57路、70路、93路、201路、303路、K1路、夜间4号线

## 历史
- 2016年9月10日，1号线车站主体开工[4]。
- 2018年10月31日，1号线主体完工[5]。
- 2019年12月29日，本站随1号线通车一同开通[1]。
- 2020年10月1日，2号线开通运营，本站成为呼和浩特地铁首个换乘站[2]。